# キング郡 (テキサス州)
キング郡（キングぐん、英: King County）は、アメリカ合衆国テキサス州の北部に位置する郡である。2010年国勢調査での人口は286人であり、2000年の356人から19.7%減少した。郡庁所在地は未編入の町であるガスリー（人口160人）である。キング郡はアメリカ合衆国で3番目に人口の少ない郡である（最も少ないのは同じテキサス州ラヴィング郡、2番目はハワイ州カラワオ郡）。郡名は、アラモの戦いで戦死したウィリアム・フィリップ・キングに因んで名付けられた。
ピッチフォーク牧場がキングディケンズ郡と隣のディケンズ郡に跨ってある。1965年から1986年までラボック市の国立牧畜歴史遺産センターとも提携しているジム・ハンフリーズが管理していた。

## 歴史

### インディアン
この地域に住んだ初期のインディアンはアパッチ族とコマンチ族だった。1874年から1875年のレッド川戦争は、白人開拓者にこの地域を開放するために、アメリカ陸軍がテキサス州のインディアンを排除し、居留地に押し込めようとした作戦だった。

### キング郡の設立
キング郡は1876年8月21日にベア郡から分離して、テキサス州議会が創設した。1880年には郡内人口40人だった。1891年に郡が組織化された。ガスリーの町が郡庁所在地に指定された。

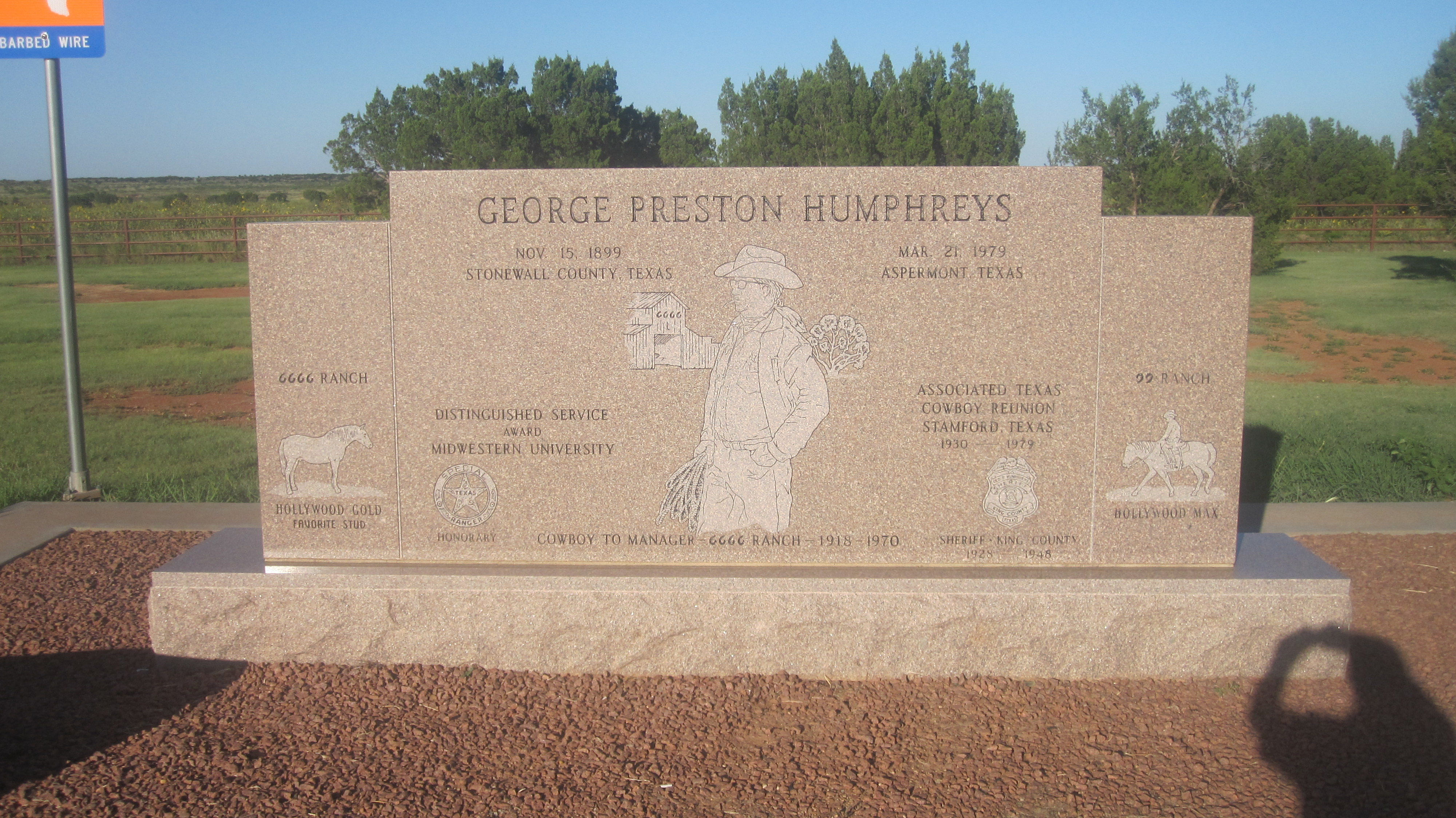
6666牧場の管理人ジョージ・プレストン・ハンフリーズの記念碑、ハンフリーズは1928年から1948年までキング郡の保安官も務めた、碑はアメリカ国道83号線近くにある

初期の入植者はアイソム・リン、A・C・タケット、ブランツ・ベイカー、バッド・アーネットだった。1902年にサミュエル・バーク・バーネットがフォーシクシーズ牧場を設立した。ピッチフォーク土地・牛会社が1883年にせつりつされ、同時期にSMS牧場が設立された。
初期の牧場主達は春に多い雨を貯めて置くために大小の渓谷を堰き止め水を確保した。1890年代、風車を使って水を保存する装置を作った。
19世紀後半にデュモントの町が造られた。その時までに、農夫達は牧場主達と土地を共有するようになっていた。暫くは綿花が主要作物であり、その後はトウモロコシ、ソルガム、さらに果樹に広がった。
1943年、郡内で石油が発見された。最初の油井が掘られて以来、1991年1月1日までの石油累計生産高は114,403,000 バーレル (18,188,600 m3) となった。

## 地理
アメリカ合衆国国勢調査局に拠れば、郡域全面積は913平方マイル (2,364.7 km2)であり、このうち陸地912平方マイル (2,362.1 km2)、水域は1平方マイル (2.6 km2)で水域率は0.11%である。

### 主要高規格道路
- アメリカ国道82号線
- アメリカ国道83号線
- テキサス州道114号線
- テキサス州道222号線

### 隣接する郡
- コットル郡 - 北
- フォード郡 - 北東
- ノックス郡 - 東
- ストーンウォール郡 - 南
- ディケンズ郡 - 西

## 経済
郡の主要産業は19世紀後半以来食肉用牛の飼育であり、1943年からは石油生産となった。トウモロコシと綿花が主要農産物である。

## 人口動態
以下は2000年の国勢調査による人口統計データである。
| 基礎データ - 人口: 356人 - 世帯数: 108 世帯 - 家族数: 88 家族 - 人口密度: 0.15人/km2（0.39人/mi2） - 住居数: 174軒 - 住居密度: 0.07軒/km2（0.19軒/mi2） 人種別人口構成 - 白人: 94.10% - ネイティブ・アメリカン: 1.12% - その他の人種: 3.09% - 混血: 1.69% - ヒスパニック・ラテン系: 9.55% 年齢別人口構成 - 18歳未満: 33.7% - 18-24歳: 3.7% - 25-44歳: 29.5% - 45-64歳: 22.8% - 65歳以上: 10.4% - 年齢の中央値: 37歳 - 性比（女性100人あたり男性の人口） - 総人口: 95.6 - 18歳以上: 100.0 | 世帯と家族（対世帯数） - 18歳未満の子供がいる: 41.7% - 結婚・同居している夫婦: 79.6% - 未婚・離婚・死別女性が世帯主: 1.9% - 非家族世帯: 17.6% - 単身世帯: 16.7% - 65歳以上の老人1人暮らし: 1.9% - 平均構成人数 - 世帯: 2.77人 - 家族: 3.12人 収入と家計 - 収入の中央値 - 世帯: 35,625米ドル - 家族: 36,875米ドル - 性別 - 男性: 21,389米ドル - 女性: 30,179米ドル - 人口1人あたり収入: 12,321米ドル - 貧困線以下 - 対人口: 20.7% - 対家族数: 17.9% - 18歳未満: 23.0% - 65歳以上: 31.6% |

## 政治
キング郡はソリッド・サウスにありながら、かつては民主党の強固な地盤だった。1948年、有権者の95.85%が民主党のハリー・S・トルーマンを支持した。1960年では76.9%がジョン・F・ケネディを支持した。1964年は、84.1%がリンドン・B・ジョンソンに投票した。1968年、ヒューバート・ハンフリーが48.7%を獲得して第1位となり、ジョージ・ウォレスに31.7%、大統領に当選したリチャード・ニクソンは19.6%に過ぎなかった。
しかし、1980年以降は共和党の強固な地盤に変化してきた。2008年の大統領選挙では、93.2%がジョン・マケインに投票し、バラク・オバマは4.9%しか得られなかった。アメリカ合衆国の郡の中でもキング郡のマケイン支持率が最高だった。民主党候補がキング郡を制したのは1996年のビル・クリントンが最後になっている。

## 町
下記の町は全て未編入である。
- デュモント
- フィニー
- グロウ
- ガスリー - 郡庁所在地